# Руські Наймани
Руські Найма́ни (рос. Русские Найманы, ерз. Русские Найманы) — село у складі Беликоберезниківського району Мордовії, Росія. Входить до складу Великоберезниківського сільського поселення.

## Населення
Населення — 717 осіб (2010; 831 у 2002).
Національний склад (станом на 2002 рік):
- росіяни — 97 %